# Philip Fysh
Pour les articles homonymes, voir Fysh.
Sir Philip Oakley Fysh, né à le 1er mars 1835 à Londres et mort le 20 décembre 1919 à Hobart, est un homme d'affaires et homme politique australien.

## Biographie

### Débuts
Il commence à travailler à l'âge de 13 ans comme employé de bureau d'un courtier à Londres. À 15 ans, il trouve un emploi dans une entreprise de transport maritime commercial. À 25 ans, il s'y voit proposer la responsabilité de l'agence locale de l'entreprise à Hobart, en Tasmanie. Il émigre en Australie avec son épouse et leur fils nouveau-né. En 1862, une crise économique lui permet d'acheter cette agence, dont il fait l'entreprise P.O. Fysh & Co. ; il devient en quelques années « le principal homme d'affaires de commerce de gros de Hobart ».
En juin 1866 il est élu représentant de Hobart au Conseil législatif de Tasmanie (la chambre haute, élue, du Parlement de Tasmanie), sans étiquette partisane mais sur un programme « progressiste de développement économique » de cette colonie britannique autonome. De 1870 à 1873, il est dans le même temps président du conseil de direction de la Banque foncière de Tasmanie. Il promeut le développement du réseau de chemins de fer de Tasmanie ainsi que l'instauration d'un impôt progressif sur le revenu, et est considéré comme une étoile montante de la vie politique tasmanienne. En 1873 il quitte le Conseil législatif en étant élu député de Hobart-est à l'Assemblée de Tasmanie, la chambre basse et plus puissante du Parlement. Il est alors nommé ministre des Finances du gouvernement d'Alfred Kennerley (en) ; à ce poste, il échoue toutefois à faire adopter par le Parlement la création d'un impôt sur le revenu.

### Premier ministre de Tasmanie
Il est brièvement Premier ministre de Tasmanie d'août 1877 à mars 1878, mais démissionne en raison de problèmes de santé. Il visite ensuite longuement l'Angleterre, y étudie les idées des penseurs et hommes politiques libéraux, et adopte les préceptes du libéralisme classique. Il participe au développement du mouvement politique libéral en Tasmanie dans les années 1880, retrouve un siège au Conseil législatif en 1884, et devient une deuxième fois Premier ministre de 1887 à 1892. Son gouvernement introduit d'importantes réformes progressistes : règlementations pour la santé publique, légalisation des syndicats ouvriers, création d'un enseignement technique, préparatifs pour la création d'une université, mise en place d'un salaire pour les parlementaires afin de rendre l'accès au Parlement possible pour les personnes aux revenus modestes, institution d'élections législatives tous les trois ans. Son gouvernement renonce toutefois finalement à tenter d'introduire le suffrage universel masculin, et ne parvient pas à répondre aux effets de la Grande Dépression des années 1880-1890. Il refuse en 1891 d'être décoré de l'ordre de Saint-Michel et Saint-Georges, perd la confiance du Parlement en 1892 et doit démissionner.
En 1894 il quitte à nouveau le Conseil législatif pour retrouver un siège à l'Assemblée. Les libéraux remportent les élections tasmaniennes, et Philip Fysh devient ministre des Finances du gouvernement d'Edward Braddon (en) jusqu'à fin 1898. Durant la décennie 1890 il est l'un des principaux représentants tasmaniens aux discussions visant à unifier l'Australie en une fédération, et accepte cette fois en 1896 d'être fait chevalier commandeur de l'ordre de Saint-Michel et Saint-Georges. L'unification étant acquise, il entre à la Chambre des représentants d'Australie comme député de Tasmanie aux premières élections fédérales, en 1901, et est nommé ministre sans portefeuille pour représenter la Tasmanie dans le gouvernement fédéral d'Edmund Barton, jusqu'en 1903. Il migre vers la droite de l'échiquier politique durant les années 1900, en opposition aux idées socialistes du Parti travailliste, et quitte le Parlement en 1910. Il meurt neuf ans plus tard.